# 16.ª Divisão de Infantaria (Alemanha)
A 16ª Divisão de Infantaria (em alemão:16. Infanterie-Division) foi reformada em 1 de Outubro de 1934 com o nome de Kommandant von Münster/Westf. nome este utilizado até 15 de Outubro de 1935. Os Regimentos de Infantaria forma formados a partir do 18. Infanterie-Regiment da 6. Division do Reichswehr. No dia 1 de novembro de 1940 a unidade foi desmembrada um duas unidades: a 16ª Divisão de Infantaria Motorizada e a 16ª Divisão Panzer. A unidade foi renomeada para 16. Panzergrenadier-Division no mês de novembro de 1942. A unidade sofreu pesadas baixas na Frente Oriental e as partes restantes da divisão foram utilizadas para criar a 116ª Divisão Panzer no mês de março de 1944.

## Comandantes
| Comandante                                            | Data                                           |
| 16ª Divisão de Infantaria                             | 16ª Divisão de Infantaria                      |
| ----------------------------------------------------- | ---------------------------------------------- |
| Generalleutnant Gerhard Glokke                        | 15 de Outubro de 1935 - 12 de Outubro de 1937  |
| Generalleutnant Gotthard Heinrici                     | 12 de Outubro de 1937 - 31 de Janeiro de 1940  |
| Generalleutnant Heinrich Krampf                       | 1 de Fevereiro de 1940 - 1 de Junho de 1940    |
| Generaloberst Hans-Valentin Hube                      | 1 de Junho de 1940 - 1 de Novembro de 1940     |
| 16ª Divisão de Infantaria Motorizada                  |                                                |
| General der Infanterie Friedrich-Wilhelm von Chappius | 1 de novembro de 1940 - 15 de março de 1941    |
| General der Panzertruppen Sigfrid Henrici             | 16 de março de 1941 - ? de outubro de 1941     |
| Generalleutnant Johannes Streich                      | ? de outubro de 1941 - ? de novembro de 1941   |
| General der Panzertruppen Sigfrid Henrici             | ? de novembro de 1941 - 13 de novembro de 1942 |
| 16. Panzergrenadier-Division                          |                                                |
| General der Panzertruppen Gerhard Graf von Schwerin   | 13 de novembro de 1942 - 20 de maio de 1943    |
| Generalmajor Wilhelm Crisolli                         | 20 de maio de 1943 - 27 de junho de 1943       |
| General der Panzertruppen Gerhard Graf von Schwerin   | 27 de junho de 1943 - ? de janeiro de 1944     |
| Oberst Günther von Manteuffel                         | 10 de janeiro de 1944 - 15 de março de 1944    |
| Generalmajor Karl Stingl                              | ? de março de 1944 - 28 de março de 1944       |

## Área de Operações
| Polônia                    | Setembro de 1939 - Novembro de 1939 |
| Alemanha                   | Novembro de 1939 - Maio de 1940     |
| França                     | Maio de 1940 - Novembro de 1940     |
| Alemanha                   | novembro de 1940 - abril de 1941    |
| Bálcãs                     | abril de 1941 - junho de 1941       |
| Frente Oriental, setor sul | junho de 1941 - novembro de 1942    |
| Frente Oriental, setor sul | novembro de 1942 - março de 1944    |

## Recebedores da Cruz de Ferro
- Bernd von Doering  30.11.1940 Major Kdr II./Schtz.Rgt 79 - foi condecorado por ação na França.
- Helmut Meier 07.03.1941 Oberleutnant Chef 14.(Pz.Jäg)/Inf.Rgt 79 - KIA : 17.06.1940 leste de Bar-le-Duc / França ; condecorado postumamente.

## Ordem de Batalha
- Infanterie-Regiment 60
- Infanterie-Regiment 64
- Infanterie-Regiment 79
- Aufklärungs-Abteilung 16
- Artillerie-Regiment 16
  - I. — III. Abteilung
  - I./Art.Rgt. 52
- Beobachtungs-Abteilung 16
- Feldersatz-Bataillon 16
- Panzerabwehr-Abteilung 16
  - 1. — 3. Kp
  - 4./MG-Btl. 46
- Pionier-Bataillon 46
- Nachrichten-Abteilung 16
- Infanterie-Divisions-Nachschubführer 16
- Verwaltungsdienste 16
- Sanitätsdienste 16
- Veterinärkompanie 16